# Коринженер
Коринженер — сокращенное название должности «корпусный инженер» и персональное воинское звание высшего начальствующего (военно-технического) состава в Красной Армии. Выше дивинженера, ниже арминженера.

## История
Введено Постановлением ЦИК СССР и СНК СССР от 22 сентября 1935 года «О введении персональных военных званий начальствующего состава РККА» взамен всех прежних званий технического состава служебных категорий К-12 и К-13. Предназначалось для начальников технических родов войск в военных округах (на фронтах), также его могли носить специалисты центральных управлений Наркомата обороны СССР и диппредставители, в этом звании бывший левоэсеровский боевик Я.М.Фишман занимал должность начальника химических войск РККА. В пограничных и внутренних войсках НКВД это звание было установлено приказом № 331 от 23 октября 1935 года и предназначалось для начальников главных управлений лагерей строительного профиля, окружных технических специалистов и руководителей инженерно-технических подразделений центрального аппарата наркомата.
| Род войск                                       | Соответствующее звание/должность |
| В командном составе                             | В командном составе |
| ----------------------------------------------- | --- |
| в сухопутных и военно-воздушных силах РККА      | комкор |
| Народный комиссариат внутренних дел СССР        | комиссар государственной безопасности 3-го ранга, введённое постановлением ЦИК и СНК СССР от 7 октября 1935 года (военнослужащие пограничных и внутренних войск НКВД имели воинские звания, принятые в РККА) |
| Военно-Морской Флот СССР                        | флагман 1-го ранга |
| ВВС ВМФ и береговая служба                      | комкор |
| В начальствующем составе                        | |
| в военно-политическом составе всех родов войск  | корпусный комиссар |
| в военно-техническом составе ВМФ                | инженер-флагман 1-го ранга |
| в военно-хозяйственном составе всех родов войск | коринтендант |
| в военно-медицинском составе всех родов войск   | корврач |
| в военно-ветеринарном составе всех родов войск  | корветврач |
| в военно-юридическом составе всех родов войск   | корвоенюрист |

Двое коринженеров РККА были репрессированы в 1937—1938 годах.
В марте 1940 года по проекту К.Е. Ворошилова предполагалось ввести вместо звание генерал-лейтенант инженерной службы, однако в утверждённом И.В. Сталиным проекте постановления СНК от 11 апреля вместо него предусматривалось звание генерала 2-го ранга по конкретным родам войск: генерал 2-го ранга инженерных войск, генерал 2-го ранга технических войск и генерал 2-го ранга войск связи.
В результате указом Президиума  Верховного совета СССР от 7 мая 1940 года «Об установлении воинских званий высшего командного состава Красной Армии» было введено звание генерал-лейтенанта этих же родов войск (технических, инженерных и войск связи).
Окончательно упразднено после выхода Постановления ГКО СССР от 04 февраля 1943 г. № 2822 «О введении персональных воинских званий инженерно-техническому, юридическому и административному составу Красной Армии», в связи с чем Н.А. Френкель только в феврале 1943 года был переаттестован в генерал-майоры, а Я.М. Фишман также получил это звание, но уже в апреле 1955 года - после реабилитации (по инициативе Г.К.Жукова).

## Знаки различия

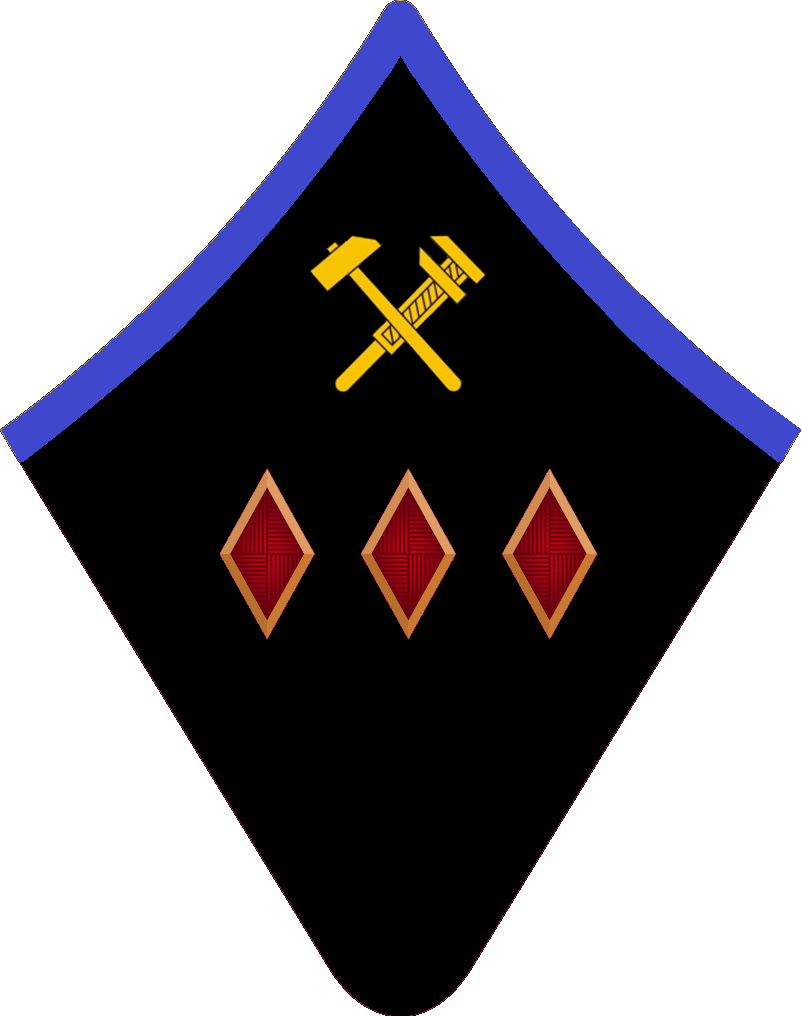
Петлица коринженера для шинели

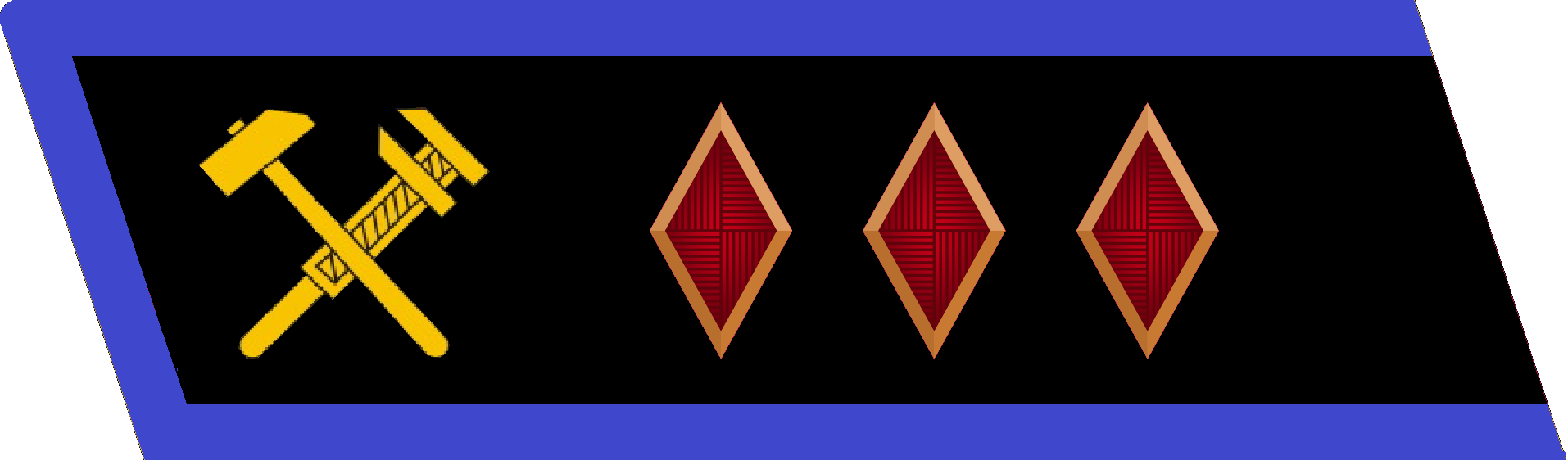
Петлица коринженера для гимнастёрки

Знаками различия коринженера были три тёмно-красных «ромба» в петлицах. 
Расцветка петлиц и окантовки была установлена Постановлением СНК СССР от 2 декабря 1935 г. № 2590, согласно которому технический состав имел чёрные петлицы с синим кантом. 
Общая эмблема для военно-технического состава представляющая собой изображение скрещенных молотка и разводного ключа, введенная приказом НКО СССР от 10 марта 1936 года № 33.
Помимо этого на петлицы помещались: у инженерных войск - скрещенные топоры; у сапёров - кирка с лопатой; у войск связи - крылатая звездочка с молниями; у понтонеров - якорь и два топора; у электротехнических частей - лопата и топор с молниями.

Черные петлицы с черной же окантовкой и эмблема в виде двух баллонов с противогазом полагались химикам.

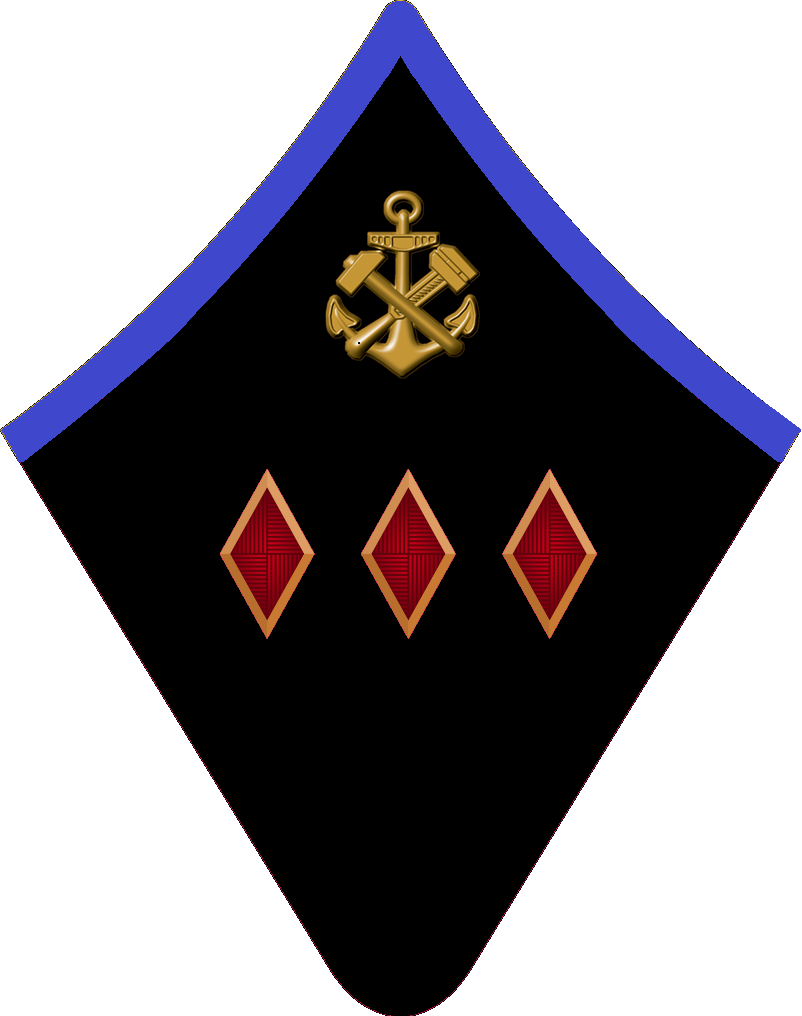
Петлица коринженера ВМФ для шинели

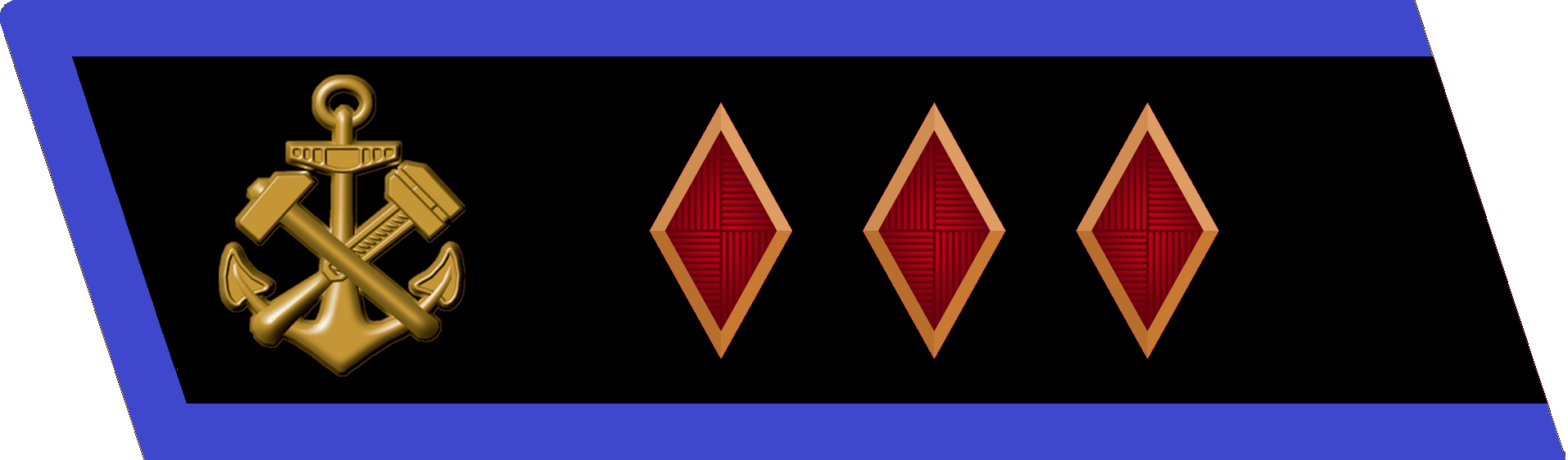
Петлица коринженера ВМФ для гимнастёрки

В береговых частях ВМФ СССР ношение эмблем на петлицах было введено постановлением СНК СССР от 9 апреля 1941 года. Для военнослужащих инженерно-технических частей, саперных и химических подразделений, железнодорожных и строительных подразделений и служб было введено ношение металлических петличных эмблем родов войск РККА, но расположенных на вертикально стоящем якоре.
Инженерно-технический состав ВВС ВМФ носил выше звезды эмблему военно-технического состава ВВС - знаменитую «мушку».

## Присвоение звания[4]
- 20.11.1935 — Фишман, Яков Моисеевич (1887—1961), арестован в 1937, приговор — 10 лет ИТЛ, отбыл заключение, в 1955 году реабилитирован, присвоено звание генерал-майора технических войск.
- 19.02.1936 — Синявский, Николай Михайлович (1891—1938), расстрелян в 1938 г.
- 28.03.1939 — Френкель, Нафталий Аронович (1883—1960), с 23 февраля 1943 г. — генерал-майор инженерно-технической службы.
- 21.04.1940 — Галеркин, Борис Григорьевич (1871—1945), с 13 декабря 1942 г. — инженер-генерал-лейтенант.